# Megahertz
MHz er en forkortelse for megahertz, der er en angivelse af en frekvens i millioner hertz (svingninger pr. sekund). 
Eksempelvis kan nævnes at FM-radiostationerne man normalt lytter til ligger mellem 88 og 105 MHz. Civil flytrafikkommunikation ligger mellem ca. 115 og 135 MHz. Et af amatørradiobåndene ligger på ca 144 MHz, mens de traditionelle walkie-talkies sender og modtager på 26-28 MHz.